# Festuca brunnescens
Festuca brunnescens är en gräsart som först beskrevs av Nikolai Nikolaievich Tzvelev, och fick sitt nu gällande namn av Anatol I. Galushko. Festuca brunnescens ingår i släktet svinglar, och familjen gräs. Inga underarter finns listade i Catalogue of Life.